# 五四学制
五四学制又称“五四三”学制，哈尔滨市主城区新版《数学》教科书称五·四学制。是在六三学制基础上，进行学制改革而制定的5年小学、4年初中的教育制度，为现在中国大陆九年义务教育中通用学制中的一种，在中国部分地区（例如：上海市、山东省部分地市、哈尔滨市主城区）采用。

## 其他国家
在法国，义务教育阶段实行的即为五四学制。